# Tripalmitină
Tripalmitina sau tripalmitatul de gliceril este o trigliceridă derivată de la acidul palmitic.